# Maligne River (Athabasca River)
Der Maligne River ([məˈliːn ˈɹɪvə]) ist ein etwa 75 km langer rechter Nebenfluss des Athabasca River in der kanadischen Provinz Alberta.

## Etymologie
1846 bezeichnete Pierre-Jean De Smet den Fluss aufgrund seiner Wildwasser als französisch maline oder maligne, deutsch boshaft, trickreich. Vom Namen des Flusses leiten sich die Bezeichnungen der westlichen Bergkette Maligne Range, des Sees Maligne Lake, des Bergs Maligne Mountain und des Maligne Pass ab.

## Flusslauf
Der Maligne River entspringt nördlich des Replica Peak in den Kanadischen Rocky Mountains. Der Fluss fließt in nördlicher Richtung. Er mündet in den südlichen Teil des Maligne Lake, welchen er am nördlichen Seeende wieder verlässt. Er fließt weiter in nördlicher Richtung. Er durchfließt den Medicine Lake, den Maligne Canyon (⊙) und mündet schließlich 8 km nordöstlich von Jasper in den Athabasca River. Der Maligne River verläuft vollständig innerhalb des Jasper-Nationalparks. Das Einzugsgebiet umfasst 908 km².

## Hydrologie
Am Pegel 07AA004, etwa 700 m oberhalb der Mündung gelegen, beträgt der mittlere Abfluss (MQ) 16,5 m³/s. Der höchste monatliche mittlere Abfluss tritt im Juli auf und liegt bei 45,6 m³/s.